# Byttneria sagittifolia
Byttneria sagittifolia är en malvaväxtart som beskrevs av St.-hil.. Byttneria sagittifolia ingår i släktet Byttneria och familjen malvaväxter. Inga underarter finns listade i Catalogue of Life.